# Sara Ristovska
Sara Ristovska (født 9. September 1996 i Skopje, Makedonien) er en makedonsk håndboldspiller som spiller for CS Rapid București i Rumænien og på det makedonske landshold.